# Matias Koski
Matias Koski (ur. 18 maja 1994 w Hämeenlinna) – fiński pływak, specjalizujący się głównie w stylu dowolnym.
Wystartował na igrzyskach olimpijskich w Londynie w wyścigu na 200 metrów stylem dowolnym, gdzie zajął 31. miejsce, a także na 400 (22. miejsce) i 1500 m tym stylem (27. miejsce).